# Толкование Пути Красноречия
Толкова́ние «Пути́ Красноре́чия» (араб. شرح نهج البلاغة‎) — толкование мутазилитского богослова Ибн Абу аль-Хадида к книге багдадского поэта и шиитского улема Шарифа Рази «Путь Красноречия».
«Толкование» Ибн Абу аль-Хадида считается одним из лучших комментариев к «Пути красноречия». Автор начал работу над книгой в месяце Раджаб 644 года по хиджре (1246 год) и закончил в месяце Сафар 649 года по хиджре (1251 год). «Толкование» разделено автором на 20 частей (джуз).

## Другие «Толкования»
Ибн Абу аль-Хадид не является единственным автором комментариев к «Пути Красноречия». Хибатулла Шахрестани упоминает об около 50 различных толкованиях к «Нахдж аль-Балага», авторами которых были: Абуль-Хасан Бейхаки, Фахруддин ар-Рази, Ибн ар-Раванди, Камал ад-Дин Мухаммад аль-Бахрани, Мухаммад Абдо, Мухаммад Наиль аль-Марсафи и др.